# کیانوش آسا
کیانوش آسا (زاده ۲۹ اسفند ۱۳۶۲ در کرمانشاه – درگذشته ۲۵ خرداد ۱۳۸۸ در تهران) دانشجوی ترم چهارم کارشناسی ارشد رشتهٔ مهندسی شیمی در دانشگاه علم و صنعت ایران، فعال محیط زیست و تنبورنواز بود. او در طول اعتراضات ۱۳۸۸ توسط نیروهای سرکوب‌گر جمهوری اسلامی کشته شد.

## کشته شدن
او در جریان تظاهرات روز دوشنبه ۲۵ خرداد ۱۳۸۸ در میدان آزادی تهران ناپدید شد و روز ۳ تیر ماه ۱۳۸۸ در سردخانهٔ پزشکی قانونی توسط خانواده‌اش شناسایی شد. آسا در اثر برخورد دو گلوله کشته شده‌بود. کیانوش آسا اقلیت مذهبی بوده و خانواده‌ای با مذهب یارسان (اهل حق) داشته‌است.
به‌گفتهٔ پزشکی قانونی جسد آسا در روز ۲۹ خرداد به پزشکی قانونی تحویل داده شده‌بود و علت مرگ برخورد گلوله بود. اما خانوادهٔ وی می‌گویند که تا پیش از سوم تیر بارها به آن‌ها اعلام شده‌بود که فرزندشان در زندان اوین به‌سر می‌برد.
پیکر وی در تاریخ ۷ تیر در باغ فردوس کرمانشاه به خاک سپرده شد. مراسمی نیز به مناسبت یادبود وی در دانشگاه علم و صنعت ایران در ۷ تیر با وجود تهدید گستردهٔ مسئولان وقت دانشگاه و وزارت اطلاعات برگزار شد.

## مراسم چهلم و سالگرد
مراسم چهلم کشته شدن کیانوش آسا روز ۱۵ مرداد ۱۳۸۸ با حضور بیش از ده هزار تن از شهروندان کرمانشاهی در تالار عباسیه این شهر برگزار شد. بعد از پایان مراسم جمعیتی بالغ بر پنج هزار نفر از شرکت کنندگان از در تالار در میدان شهرداری به سوی باغ فردوس کرمانشاه جهت حضور بر سر مزار کیانوش آسا حرکت کردند. راهپیمایی مردم با حمل عکس‌هایی از کیانوش آسا و شاخه‌های گل و بدون سر دادن شعار بود اما مأموران انتظامی در میانهٔ راه مانع از حرکت مردم به سمت باغ فردوس شدند. در نتیجه گروهی از جمعیت متفرق اما گروهی دیگر خود را به سر مزار کیانوش آسا رساندند.
مردم با تجمع بر سر مزار کیانوش آسا با نواختن تنبور به همخوانی سرودهای آئینی اهل حق (یارسان) پرداختند. در پایان مراسم هنگامی که برادر بزرگ کیانوش جهت تشکر از شرکت کنندگان مشغول سخنرانی بود مأموران انتظامی با حمله به وی و دیگر شرکت کنندگان باعث ایجاد تشنج در مراسم شده و برای متفرق نمودن مردم معترض از گاز فلفل استفاده نمودند. همچنین بیش از ده نفر از شرکت کنندگان در این مراسم ازجمله چند تن از بستگان کیانوش آسا توسط نیروی انتظامی بازداشت شدند.
روز ۱۱ خرداد ۱۳۸۹ با نزدیک شدن سالگرد کشته‌شدن او، دانشجویان در دانشگاه علم و صنعت ایران تجمع کردند.

## فعالیتهای اجتماعی
- عضو جبهه سبز استان کرمانشاه
- نوازندهٔ تنبور
- نقاش و کاریکاتوریست

## پارک شهید آسا

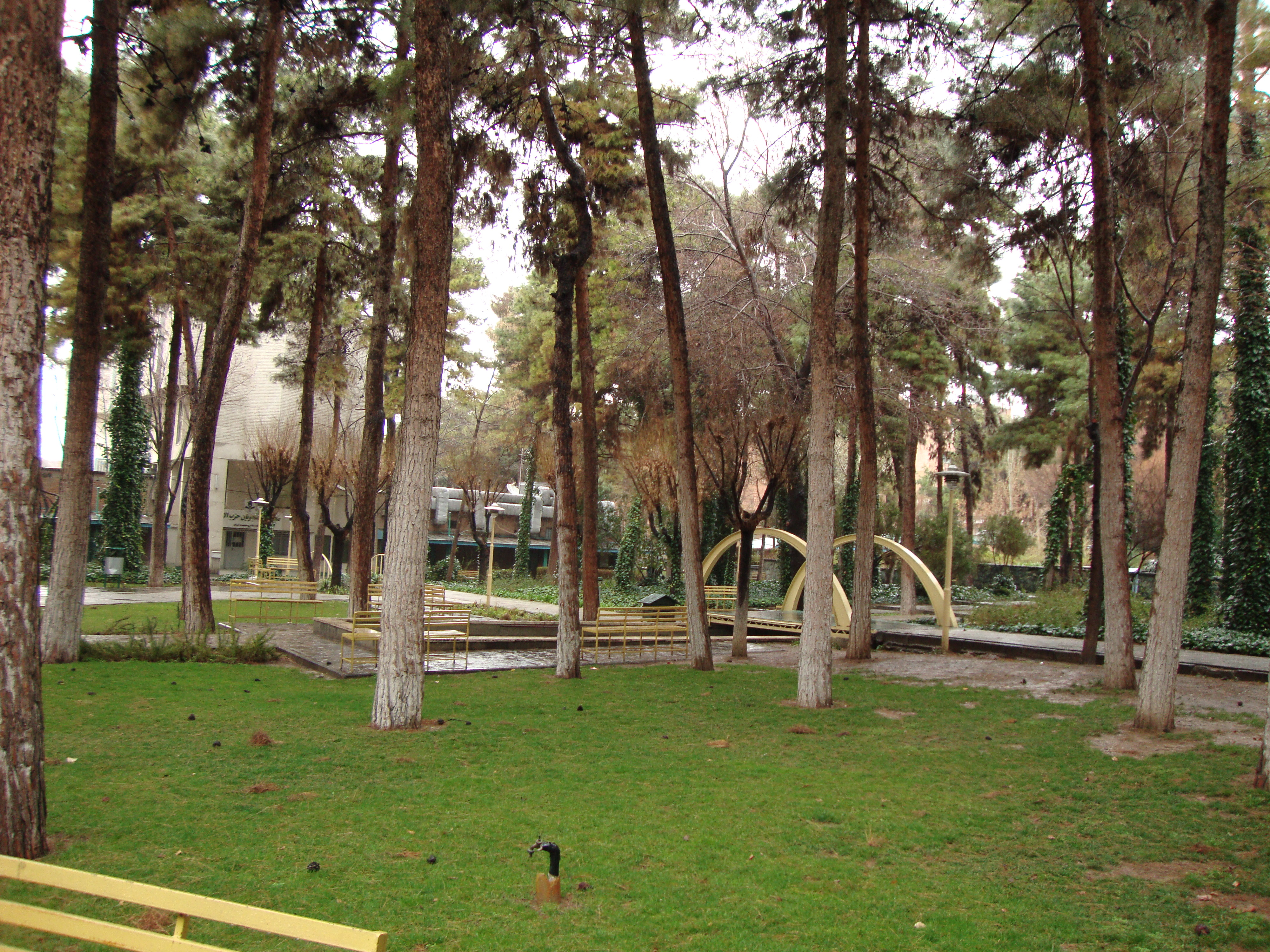
پارک شهید آسا در دانشگاه علم و صنعت ایران

پس از کشته شدن کیانوش آسا، تنها پارک دانشگاه علم و صنعت ایران در تاریخ ۲۲ تیر ماه ۱۳۸۸ به پاس بزرگداشت این دانشجو، توسط دانشجویان این دانشگاه به صورت غیررسمی پارک شهید آسا نام گرفت.

## دستگیری برادر
در ۱۶ آذر ۱۳۸۸ کامران آسا برادر کیانوش که به دعوت دانشجویان دانشگاه علم و صنعت ایران برای شرکت در مراسم روز دانشجو به این دانشگاه رفته بود، در هنگام ورود به دانشگاه بازداشت شد.